# Polymixis meftouha
Polymixis meftouha là một loài bướm đêm trong họ Noctuidae.